# Декабристское муниципальное образование
Декабристское муниципальное образование — сельское поселение в Ершовском районе Саратовской области Российской Федерации.
Административный центр — посёлок Целинный.

## История
Статус и границы сельского поселения установлены Законом Саратовской области от 27 декабря 2004 года № 82-ЗСО «О муниципальных образованиях, входящих в состав Ершовского муниципального района».
Законом Саратовской области от 28 марта 2016 года № 34-ЗСО, были преобразованы, путём их объединения, Декабристское и Рефлекторское муниципальные образования — в Декабристское муниципальное образование, наделённое статусом сельского поселения, с административным центром в посёлке Целинный.

## Население
| 2010  | 2011  | 2012  | 2013  | 2014  | 2015  | 2016  |
| ----- | ----- | ----- | ----- | ----- | ----- | ----- |
| 1490  | ↘1487 | ↘1410 | ↘1377 | ↘1345 | ↘1334 | ↘1293 |
| 2017  | 2018  | 2019  | 2020  | 2021  |       |       |
| ↗1953 | ↘1905 | ↘1838 | ↘1794 | ↘1713 |       |       |

## Состав сельского поселения
| №  | Населённый пункт | Тип населённого пункта          | Население |
| -- | ---------------- | ------------------------------- | --------- |
| 1  | Большеузенка     | село                            | ↘137      |
| 2  | Восточный        | посёлок                         | 6         |
| 3  | Мавринка         | село                            | 8         |
| 4  | Мавринка         | железнодорожная станция         | 13        |
| 5  | Мирный           | посёлок                         | ↘96       |
| 6  | Михайловка       | село                            | ↘235      |
| 7  | Новый            | посёлок                         | ↘273      |
| 8  | Орловка          | посёлок                         | ↘114      |
| 9  | Рефлектор        | село                            | ↘493      |
| 10 | Целинный         | посёлок, административный центр | ↘1001     |